# Ángel Benítez
Ángel María Benítez Argüello (n. Pirayú, Paraguay; 27 de enero de 1996) es un futbolista paraguayo. Juega de mediocampista y su equipo actual es el Club Sportivo Luqueño de la Primera División de Paraguay

## Trayectoria
Debutó con el conjunto gumarelo el 24 de agosto de 2014, en el partido que su equipo Libertad perdió 2 a 0 con Dep. Capiatá por la sexta fecha del Torneo Clausura 2014.
Para el 2024 ficha por la Carlos A. Mannucci para afrontar la Liga 1 2024. El club acabó en el puesto 16 de la tabla de la Liga 1 2024 al final de la temporada, por lo que terminó descendiendo a la Liga 2. Actualmente se encuentra en el Club Sportivo Luqueño de Paraguay.

## Estadísticas

### Clubes
| Club | Div.          | Temporada     | Liga  | Liga  | Copas Nacionales(1) | Copas Nacionales(1) | Torneos Internacionales(2) | Torneos Internacionales(2) | Total(3) | Total(3) |
| Club | Div.          | Temporada     | Part. | Goles | Part.               | Goles               | Part.                      | Goles                      | Part.    | Goles    |
| --- | ------------- | ------------- | ----- | ----- | ------------------- | ------------------- | -------------------------- | -------------------------- | -------- | -------- |
| Argentinos Juniors Argentina | 1.ª           | 2013          | —     | —     | 1                   | 0                   | —                          | —                          | 1        | 0        |
| Argentinos Juniors Argentina | Total club    | Total club    | 0     | 0     | 1                   | 0                   | 0                          | 0                          | 1        | 0        |
| Libertad Paraguay | 1.ª           | 2014          | 2     | 0     | —                   | —                   | —                          | —                          | 2        | 0        |
| Libertad Paraguay | 1.ª           | 2015          | 2     | 0     | —                   | —                   | —                          | —                          | 2        | 0        |
| General Caballero ZC Paraguay | 1.ª           | 2016          | 19    | 0     | —                   | —                   | —                          | —                          | 19       | 0        |
| General Caballero ZC Paraguay | Total club    | Total club    | 19    | 0     | 0                   | 0                   | 0                          | 0                          | 19       | 0        |
| General Díaz Paraguay | 1.ª           | 2017          | 27    | 0     | —                   | —                   | —                          | —                          | 27       | 0        |
| General Díaz Paraguay | 1.ª           | 2018          | 18    | 0     | —                   | —                   | 2                          | 0                          | 20       | 0        |
| General Díaz Paraguay | Total club    | Total club    | 26    | 4     | 0                   | 0                   | 2                          | 0                          | 34       | 7        |
| Libertad Paraguay | 1.ª           | 2018          | 4     | 0     | —                   | —                   | —                          | —                          | 4        | 0        |
| Libertad Paraguay | Total club    | Total club    | 8     | 0     | 0                   | 0                   | 0                          | 0                          | 8        | 0        |
| Sportivo San Lorenzo Paraguay | 1.ª           | 2019          | 38    | 2     | —                   | —                   | —                          | —                          | 38       | 2        |
| Sportivo San Lorenzo Paraguay | Total club    | Total club    | 38    | 2     | 0                   | 0                   | 0                          | 0                          | 38       | 2        |
| Guaraní Paraguay | 1.ª           | 2020          | 23    | 2     | —                   | —                   | 12                         | 0                          | 35       | 2        |
| Guaraní Paraguay | 1.ª           | 2021          | 26    | 0     | —                   | —                   | 4                          | 1                          | 30       | 1        |
| Guaraní Paraguay | 1.ª           | 2022          | 35    | 2     | —                   | —                   | 2                          | 0                          | 37       | 2        |
| Guaraní Paraguay | Total club    | Total club    | 84    | 4     | 0                   | 0                   | 18                         | 1                          | 102      | 5        |
| Defensa y Justicia Argentina | 1.ª           | 2023          | 5     | 0     | —                   | —                   | —                          | —                          | 5        | 0        |
| Defensa y Justicia Argentina | Total club    | Total club    | 5     | 0     | 0                   | 0                   | 0                          | 0                          | 5        | 0        |
| Carlos A. Mannucci · Perú | 1.ª           | 2024          | —     | —     | —                   | —                   | —                          | —                          | 0        | 0        |
| Carlos A. Mannucci · Perú | Total club    | Total club    | 0     | 0     | 0                   | 0                   | 0                          | 0                          | 0        | 0        |
| Total carrera | Total carrera | Total carrera | 180   | 10    | 1                   | 0                   | 20                         | 1                          | 201      | 11       |
| (1) Incluye datos de Copa Argentina y Copa de la Superliga Argentina. (2) Incluye datos de Copa Libertadores y Copa Sudamericana. (2) No incluye goles en partidos amistosos. |               |               |       |       |                     |                     |                            |                            |          |          |

- Datos: Q16297748